# 高取伊好

西渓公園の銅像

高取 伊好（たかとり これよし、1850年12月15日（嘉永3年11月12日） - 1927年（昭和2年）1月7日）は、明治時代に活躍した佐賀藩出身の実業家、炭鉱技術者である。漢詩も嗜み西渓と号した。正六位。
法律家で元老院議員を務めた鶴田皓は実兄。Z旗のTakaこと高取ヒデアキとNobuこと高取伸和は曾孫。佐藤栞里の遠い親戚でもある。

## 経歴
1850年、佐賀藩多久領の武士、鶴田斌の三男として生まれる。その後、9歳の時には姉の嫁ぎ先である高取家の養子となりその家督を継いだ。
また、多久家の世継ぎである多久乾一郎の御学友に選ばれており、多久藩の郷校東原庠舎や佐賀藩校弘道館などで共に漢学と国学を学んでいる。
1871年、上京し箕作奎吾が開いていた英学塾「三叉塾」から「慶應義塾」へ進み英学・鉱山学を学ぶ。三叉塾では東郷平八郎や伊地知弘一などと机を並べた。
慶應義塾卒業後、官費学校の「鉱山寮」に入学。採炭技術を学んだ後、工部省に採用され高島炭鉱に赴任。長崎・佐賀県の炭鉱開発をおこない、高島炭坑取締役、明治唐津鉱業組合長となる。
1885年、独立し多久市の柚ノ木原炭鉱などの開発を手がけるが三菱など大資本に押されたうえ、大恐慌も重なり苦戦する。
1909年、杵島炭坑を買収し大規模開発に成功。従業員5000人を抱え、「肥前の炭鉱王」の異名をとる。
1919年、事業を長男九郎に譲り引退。1927年の死去まで唐津の自宅と武雄・雲仙の別荘で漢詩の詩作に励んだ。享年78。

## 没後

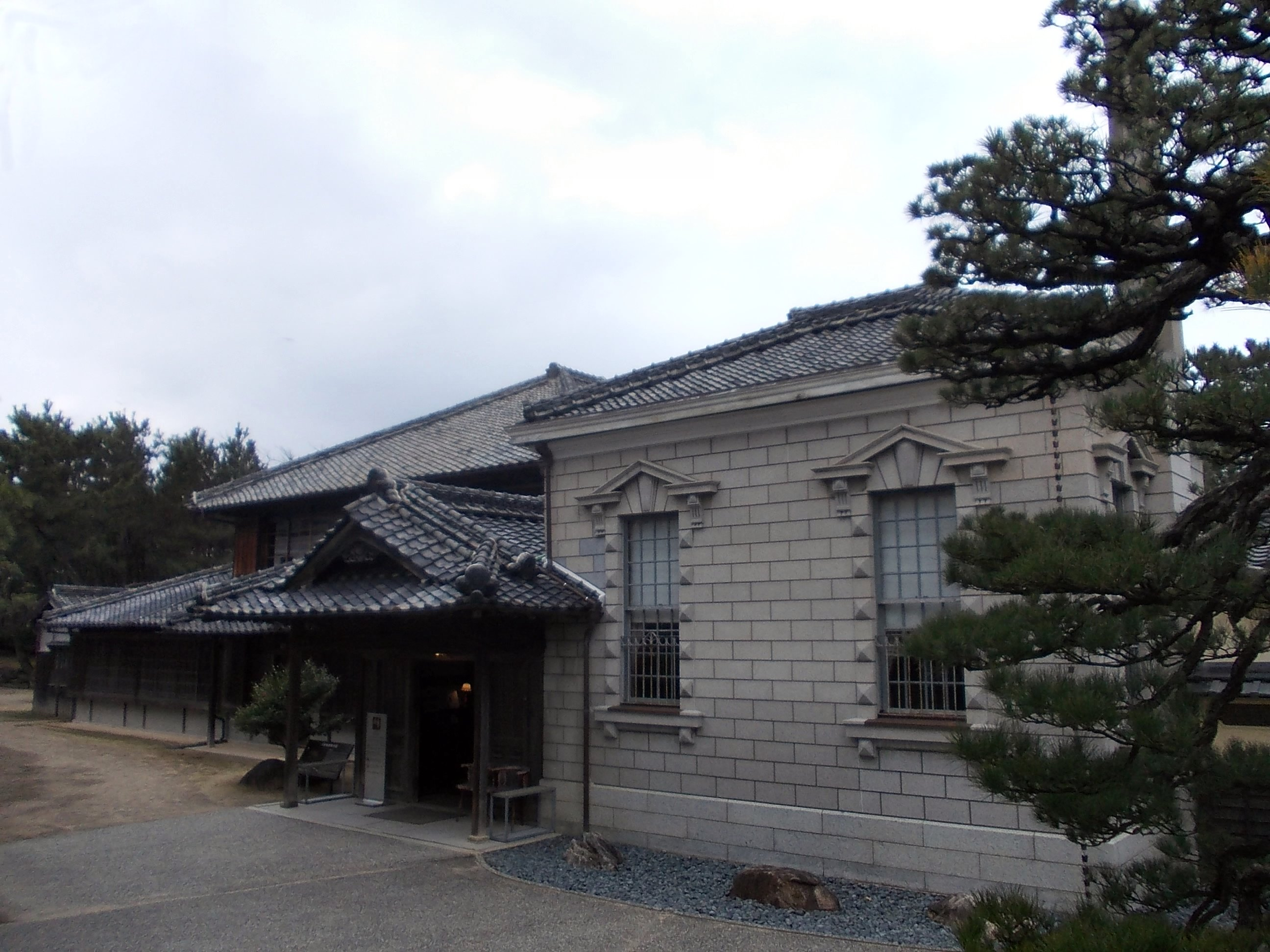
旧高取邸

1998年12月25日、唐津の私邸が日本国の重要文化財に指定される。唐津市管理の下で「旧高取邸」として一般公開されている。
生前、多久市に西渓公園を建設し、公園内に立像を建立したが、立像は後に戦時供出された。2011年、立像が復元される。